# Римские имена
Римские имена — совокупность имён для римских граждан, рабов и вольноотпущенников, различавшихся в зависимости от пола и звания.

## Имена римских граждан

### Мужские имена
В классическое время полное римское мужское имя обычно состояло из трёх компонентов: личного имени, или преномена (praenomen), родового имени, или номена (nomen), и индивидуального прозвища или наименования ветви рода, когномена (cognomen).

#### Преномен
Личное имя было подобно современному мужскому имени. Римляне употребляли небольшое число личных имён (18 имён из общего количества 71); как правило, они были столь древнего происхождения, что в классическую эпоху значение большинства из них оказалось забытым. В надписях личные имена почти всегда писались сокращённо (1—3 буквы).
| Преномен | Сокращение   | Примечание |
| -------- | ------------ | --- |
| Appius   | App.         | Аппий; по преданию, это имя произошло от сабинского Atta и в Рим было принесено родом Клавдиев                     |
| Aulus    | A. или Avl.  | Авл; в просторечии существовала архаизированная форма Olus, так что сокращением этого имени может также служить О. |
| Decimus  | D. или Dec.  | Децим; архаическое Decumos; от порядкового числительного «десятый»                                                 |
| Gaius    | C.           | Гай; очень редко сокращается как G.                                                                                |
| Gnaeus   | Cn.          | Гней; архаическая форма Gnaivos; очень редко сокращается как Gn.; встречаются формы Naevus, Naeus                  |
| Kaeso    | K.           | Кезон |
| Lucius   | L.           | Луций; архаическое Loucios (от lux — «свет»)                                                                       |
| Mamercus | Mam.         | Мамерк; имя оскского происхождения, употреблялось только в роду Эмилиев                                            |
| Manius   | ꟿ, M’.       | Маний; апостроф в верхнем правом углу есть остаток пятилинейного начертания буквы М                                |
| Marcus   | M.           | Марк; существует написание Marqus                                                                                  |
| Numerius | N.           | Нумерий; оскского происхождения                                                                                    |
| Publius  | P.           | Публий; архаическое Poblios, сокращаемое как Po.                                                                   |
| Quintus  | Q.           | Квинт; в просторечии Cuntus, встречаются Quinctus, Quintulus; от порядкового числительного «пятый»                 |
| Servius  | Ser.         | Сервий |
| Sextus   | Sex.         | Секст; от порядкового числительного «шестой»                                                                       |
| Spurius  | S. или Sp.   | Спурий; может быть также употреблено не как преномен, а в своем исконном значении «внебрачный»                     |
| Titus    | T.           | Тит |
| Tiberius | Ti. или Tib. | Тиберий, от реки Тибр, на которой стоит Рим                                                                        |

Остальные личные имена использовались редко и писались обычно полностью: Agrippa, Ancus, Annius, Faustus, Hostus, Lar, Nero, Numa, Opiter, Primus, Proculus, Secundus, Septimus, Tertius, Tullus, Vopiscus. Личное имя Pupus («мальчик») употреблялось только по отношению к детям.
Мальчик получал личное имя на восьмой или девятый день после рождения. Существовала традиция давать личное имя только четырём старшим сыновьям, а остальным в качестве личного имени могли служить порядковые числительные: Quintus — «пятый», Sextus — «шестой», Septimus — «седьмой», Octavus — «восьмой», Nonus — «девятый» и Decimus — «десятый». Со временем эти имена стали общеупотребительными (то есть превратились в личные), и, как следствие, человек, носящий имя Секст, не обязательно был шестым сыном в семье. В качестве примера можно вспомнить полководца Секста Помпея (второго сына в семье члена первого триумвирата — Гнея Помпея Великого, долгое время боровшегося с Гаем Юлием Цезарем), врага Второго триумвирата.
Часто старший сын получал преномен отца. В 230 году до н. э. эта традиция была закреплена постановлением сената, так что личное имя отца стало, как правило, переходить к старшему сыну. Например, император Октавиан Август носил, как и его прапрадед, прадед, дед и отец, имя Гай.
В некоторых родах употреблялось ограниченное число личных имён. Например, у Корнелиев Сципионов были только Гней, Луций и Публий, у Клавдиев Неронов — только Тиберий и Гай, у Домициев Агенобарбов — только Гней и Луций.
Личное имя преступника могло быть навсегда исключено из того рода, к которому он принадлежал. По этой причине в патрицианском роду Клавдиев не употреблялось имя Луций, а в патрицианском роду Манлиев — имя Марк. По постановлению сената имя Марк навсегда было исключено из рода Антониев после падения триумвира Марка Антония в 31 году до н. э.
Луций Корнелий Сулла ввёл в оборот преномен Фавст (Фауст), ранее не существовавший.

#### Номен
| Происхождение    | Окончание | Примеры              |
| ---------------- | --------- | -------------------- |
| римское          | -ius      | Tullius, Iulius      |
| римское          | -is       | Caecilis             |
| римское          | -i        | Caecili              |
| сабинско-оскское | -enus     | Alfenus, Varenus     |
| умбрское         | -as       | Maenas               |
| умбрское         | -anas     | Mafenas              |
| умбрское         | -enas     | Asprenas, Maecenas   |
| умбрское         | -inas     | Carrinas, Fulginas   |
| этрусское        | -arna     | Mastarna             |
| этрусское        | -erna     | Perperna, Calesterna |
| этрусское        | -enna     | Sisenna, Tapsenna    |
| этрусское        | -ina      | Caecina, Prastina    |
| этрусское        | -inna     | Spurinna             |

Родовое имя было названием рода и соответствовало, приблизительно, современной фамилии. Указывалось в форме прилагательного мужского рода и оканчивалось в классическую эпоху на -ius: Tullius — Туллий (из рода Туллиев), Iulius — Юлий (из рода Юлиев); в республиканское время встречаются также окончания -is, -i. Родовые имена неримского происхождения имели отличные от названных окончания.
В надписях родовые имена, как правило, пишутся полностью; в имперское время сокращению подвергались только имена очень известных родов: Aelius — Ael., Antonius — Ant. или Anton., Aurelius — Avr., Claudius — Cl. или Clavd., Flavius — Fl. или Fla., Julius — I. или Ivl., Pompeius — Pomp., Valerius — Val., Ulpius — Vlp.
Общее число родовых имён, согласно Марку Теренцию Варрону, доходило до тысячи. Большинство родовых имён имеет столь древнее происхождение, что значение их забыто. Только некоторые имеют определённый смысл: Asinius от asinus («осёл»), Caelius от caecus («слепой»), Caninius от canis («собака»), Decius от decem («десять»), Fabius от faba («боб»), Nonius от nonus («девятый»), Octavius от octavus («восьмой»), Ovidius от ovis («овца»), Porcius от porca («свинья»), Septimius от septimus («седьмой»), Sextius и Sextilius от sextus («шестой»), Suillius от suilla («свинина»).
Начиная с I века до н. э., когда в Риме появились предпосылки для перехода от республиканской формы правления к единовластию, лица, завладевшие верховной властью, стали обосновывать свои права на власть происхождением от древних царей и героев. Так, Гай Юлий Цезарь указывал, в частности, что его род по отцу восходит к богам: Юпитер — Венера — Эней — Юл — род Юлиев, а по матери к царям: от Анка Марция происходили Марции Рексы (от лат. rex — «царь»).

#### Когномен
Индивидуальное прозвище, данное некогда кому-либо из представителей рода, часто переходило на потомков и становилось названием семьи или отдельной ветви рода: Cicero — Цицерон, Caesar — Цезарь. Например, к роду Корнелиев принадлежали семьи Сципионов, Руфинов, Лентулов и т. д. Наличие когномена не обязательно, и в некоторых плебейских родах (у Мариев, Антониев, Октавиев, Серториев и др.) личные прозвища, как правило, отсутствовали. Однако отсутствие когномена было исключением из правил, так как многие роды Рима были столь древнего происхождения, что каждый из них насчитывал по несколько ветвей.
Так как личное имя отца переходило к старшему сыну, то для того, чтобы отличить сына от отца, приходилось употреблять третье имя. В надписях встречаются Луций Сергий Первый, Квинт Эмилий Второй; в одной надписи дед, сын и внук именуются Квинт Фульвий Рустик, Квинт Фульвий Аттиан и Квинт Фульвий Каризиан.
Когномены возникли значительно позднее, чем личные и родовые имена, поэтому значение их в большинстве случаев понятно. Они могут говорить о происхождении рода (Фуфии переселились в Рим из кампанского городка Cales и поэтому имели когномен Calenus), о памятных событиях (в плебейском роду Муциев появился когномен Scaevola (левша) после того, как в 508 до н. э. во время войны с этрусками Гай Муций сжёг свою руку на огне жаровни, чем привел в трепет врагов и их царя Порсенну), о внешности (Crassus — толстый, Laetus — тучный, Macer — худой, Celsus — высокий, Paullus — невысокий, Rufus — рыжий, Strabo — косоглазый, Nasica — остроносый и др.), о характере (Severus — жестокий, Probus — честный, Lucro — обжора и др.).

#### Агномен
Бывали случаи, когда один человек имел два прозвища, второе из которых называлось агномен (лат. agnomen). Появление агномена обусловлено отчасти тем, что старший сын часто наследовал все три имени отца, и таким образом в одной семье оказывалось несколько человек с одинаковыми именами. Например, у знаменитого оратора Марка Туллия Цицерона отец и сын имели точно такое же имя.
Агномен чаще всего был личным прозвищем в том случае, если когномен был наследственным. Иногда римлянин получал агномен за какие-либо особые заслуги. Публий Корнелий Сципион в честь победы, одержанной им над Ганнибалом в Африке в 202 году до н. э., стал торжественно именоваться «Африканским» (лат. Africanus (сравните с прозваниями русских полководцев — Александра Невского, Дмитрия Донского, Суворова-Рымникского, Потёмкина-Таврического). Луций Эмилий Павел получил прозвище Macedonicus за победу над македонским царём Персеем в 168 году до н. э. Диктатор Луций Корнелий Сулла сам присоединил к своему имени агномен Felix («Счастливый»), так что его полное имя стало Lucius Cornelius Sulla Felix. Агномен Felix из личного прозвища превратился затем в наследственное (как то имя ординарного консула 52 года).
Как правило, агномен имели члены древних и знатных родов, насчитывавших много ветвей и когноменов. В таких родах когномен иногда почти сливался с родовым именем и употреблялся нераздельно с ним для названия рода. Известный плебейский род Цецилиев (Caecilii) имел древний когномен Metellus, значение которого забыто («освобождённый наёмник»). Этот когномен как бы слился с названием рода, который стал называться Цецилии Метеллы. Естественно, что почти все члены этого рода имели агномен.
Много ветвей имел патрицианский род Корнелиев. Один из членов этого рода получил прозвище Scipio (жезл, палка), потому что был поводырем своего слепого отца и служил ему как бы вместо посоха. Когномен Scipio закрепился за его потомками, со временем Корнелии Сципионы заняли видное место в своем роду и получили агномены. В III веке до н. э. Гней Корнелий Сципион получил агномен Asina («ослица») за то, что в виде залога привёл на Форум ослицу, нагруженную золотом. Прозвище Asina перешло к его сыну, Публию (Publius Cornelius Scipio Asina). Другой представитель Корнелиев Сципионов получил прозвище Nasica («остроносый»), которое перешло к его потомкам и стало служить названием ветви рода, так что в роду Корнелиев из ветви Сципионов выделились Сципионы Назики. Естественно, что Сципионы Назики в качестве индивидуального прозвища получали третий когномен, так что полное имя могло состоять уже из пяти имён: например, консул 138 года до н. э., получивший агномен Serapio в честь египетского бога Сераписа (прозвище ему дал народный трибун Гай Куриаций за его сходство с торговцем жертвенными животными).
Некоторые лица имели по два родовых имени, получалось это в результате усыновления. По римским обычаям, усыновлённый принимал личное имя, родовое имя и когномен того, кто его усыновлял, а своё родовое имя сохранял в изменённом виде с суффиксом -an-, которое занимало место агномена. Гай Октавий, будущий император Август, после усыновления его Гаем Юлием Цезарем получил имя Gaius Julius Caesar Octavianus — «Гай Юлий Цезарь Октавиан».

### Женские имена
В позднереспубликанское и императорское время мало женщин имело личные имена, часто женским именем была женская форма родового имени: Tullia — Туллия (из рода Туллиев, напр., дочь Марка Туллия Цицерона), Julia — Юлия (из рода Юлиев, напр., дочь Гая Юлия Цезаря), Cornelia — Корнелия (из рода Корнелиев, напр., дочь Публия Корнелия Сципиона). Так как все женщины в одном роду имели единое имя, то в пределах рода они различались по возрасту. Когда в семье появлялась другая дочь, к имени обеих добавляли преномен: Minor (младшая) и Major (старшая); другие сёстры прозывались Secunda (вторая), Tertia (третья), Quinta (пятая) и т. д.; преномен Minor был у самой младшей.
Замужняя женщина сохраняла своё имя, но к нему прибавлялся когномен её мужа: Cornelia, filia Cornelii, Gracchi — Корнелия, дочь Корнелия, (жена) Гракха.
Знатные женщины могли носить кроме родового имени когномен своего отца; например, жена Суллы была дочерью Луция Цецилия Метелла Далматика и именовалась Цецилия Метелла, жена императора Августа была дочерью Марка Ливия Друза Клавдиана и именовалась Ливия Друзилла.
В надписях при именах женщин иногда указываются преномен и когномен отца, а также когномен мужа в род. падеже: Caeciliae, Q(uinti) Cretici f(iliae), Metellae, Crassi (uxori) — Цецилии Метелле, дочери Квинта Кретика, (жене) Красса. Из надписи следует, что эта женщина была дочерью Квинта Цецилия Метелла Кретика и супругой Красса. Надпись сделана на большом круглом мавзолее около Рима на Аппиевой дороге, в котором похоронена Цецилия Метелла, дочь консула 69 года до н. э., жена Красса, предположительно старшего сына триумвира Марка Лициния Красса.

## Имена рабов
В древнейшие времена у рабов индивидуальных имён не существовало. Юридически рабы считались не субъектом, а объектом права, то есть являлись вещью господина и были столь же бесправны, как и все члены фамилии. Так образовались архаические рабские имена, составленные из личного имени господина, отца фамилии, и слова puer (мальчик, сын): Gaipor, Lucipor, Marcipor, Publipor, Quintipor, Naepor (Gnaeus + puer), Olipor (Olos — архаическая форма личного имени Aulus).
С развитием рабовладения возникла необходимость в личных именах для рабов. Чаще всего рабы сохраняли то имя, какое носили, когда ещё жили как свободные люди. Очень часто римские рабы имели имена греческого происхождения: Александр, Антигон, Гиппократ, Диадумен, Музей, Фелодеспот, Филокал, Филоник, Эрот и др. Греческие имена иногда давали рабам-варварам.
Имя раба могло указывать на его происхождение или место рождения: Dacus — дакиец, Corinthus — коринфянин, Сир (уроженец Сирии), Афр (из Африки.), Галл (уроженец Галлии), Фрикс (из Фригии); встречаются в надписях рабы с именем Peregrinus — иноземец.
Также рабам давали имена мифических героев: Ахилл, Гектор; названия растений или камней: Адамант, Сардоник и т. д. Вместо имени раб мог иметь прозвище «Первый», «Второй», «Третий».
Известно, что рабская доля в Риме была очень тяжелой, однако это никак не отразилось на именах рабов, у которых нет издевательских кличек. Напротив, у рабов встречаются имена Felix и Faustus (счастливый). Очевидно, эти прозвища, становившиеся именем, получали только те рабы, жизнь которых сложилась сравнительно удачно. В надписях упоминаются: Фауст, пекарь Тиберия Германика, и Фауст, заведующий парфюмерной лавкой своего хозяина Попилия, Феликс, ведавший украшениями Гая Цезаря, другой Феликс, управитель владениями Тиберия Цезаря, и ещё один Феликс, надсмотрщик в шерстоткацких мастерских Мессалины; дочери одного раба из дома Цезарей звались Фортуната и Фелица.
Неоднократно у рабов встречается имя Ingenus или Ingenuus (свободнорожденный). У рабов, родившихся в рабстве, бывают имена Vitalio и Vitalis (живучий).
Не было никаких твердых правил в отношении имен рабов. Поэтому при покупке раба в официальном документе его имя сопровождалось оговоркой «или каким бы другим именем он ни назывался» (лат. sive is quo alio nomine est).
В надписях после имени раба указывается имя господина в родительном падеже и характер занятий раба. После имени господина стоит слово servus (раб) всегда сокращенно ser, очень редко s, также оно может стоять между двумя когноменами господина; вообще строгого порядка слов нет. Слово «раб» часто совсем отсутствует; как правило, его нет у рабов, принадлежащих женщинам. Напр., Euticus, Aug(usti) ser(vus), pictor — Эвтик, раб Августа (императорский раб), живописец; Eros, cocus Posidippi, ser(vus) — Эрот, повар Посидиппа, раб; Idaeus, Valeriae Messalin(ae) supra argentum — Идей, казначей Валерии Мессалины.
Проданный раб сохранял родовое имя или когномен своего прежнего господина в изменённом виде с суффиксом -an-: Philargyrus librarius Catullianus — Филаргир, писец, купленный у Катулла.

## Имена вольноотпущенников
Вольноотпущенник (то есть раб, получивший свободу) приобретал личное и родовое имена бывшего господина, который становился его патроном, а своё прежнее имя сохранял как когномен. Так, секретарь Цицерона Тирон, освободившись от рабства, назывался: M. Tullius M. libertus Tiro — Марк Туллий отпущенник Марка Тирон. Раб по имени Апелла, отпущенный на свободу Марком Маннеем Примом, стал называться Марк Манней Апелла. Рабыня Басса, отпущенная Луцием Гостилием Памфилом, получила имя Гостилия Басса (женщины-вольноотпущенники редко  имели преномен, также правом на него обладали весталки). Луций Корнелий Сулла отпустил на волю десять тысяч рабов, принадлежавших лицам, погибшим во время проскрипций; все они стали Луциями Корнелиями (знаменитая «армия» из десяти тысяч «корнелиев»).
В надписях часто встречаются имена императорских вольноотпущенников: пекарь Гай Юлий Эрот, портной театральных костюмов Тиберий Клавдий Диптер, ведающий триумфальной белой одеждой императора Марк Кокцей Амбросий, ведающий охотничьей одеждой императора Марк Ульпий Эвфросин, ведающий приемом друзей императора Марк Аврелий Сукцесс и др.
В надписях между номеном и когноменом вольноотпущенника сокращенно указывается личное имя господина и стоит l или lib (= libertus), очень редко указывается триба: Q(uintus) Serto[rius], Q(uinti) l(ibertus), Antiochus, colonus pauper — Квинт Серторий Антиох, вольноотпущенник Квинта, бедный колон. В редких случаях вместо личного имени бывшего господина стоит его когномен: L(ucius) Nerfinius, Potiti l(ibertus), Primus, lardarius — Луций Нерфиний Прим, вольноотпущенник Потита, колбасник. Вольноотпущенники императорского дома в надписях обозначаются сокращенно Avg l (Avg lib), то есть Augusti libertus (после родового имени или после когномена): L(ucio) Aurelio, Aug(usti) lib(erto), Pyladi, pantomimo temporis sui primo — Луцию Аврелию Пиладу, императорскому вольноотпущеннику, первому пантомиму своего времени.
Редко встречаются вольноотпущенники с двумя когноменами: P(ublius) Decimius, P(ublii) l(ibertus), Eros Merula, medicus clinicus, chirurgus, ocularius — Публий Децимий Эрот Мерула, вольноотпущенник Публия, врач-терапевт, хирург, окулист.
Вольноотпущенники женщин в надписях обозначаются сокращением Ɔ • L (перевернутая буква С представляет собой остаток архаического женского личного имени Gaia): L(ucius) Crassicius, Ɔ (= mulieris) l(ibertus), Hermia, medicus veterinarius — Луций Крассиций Гермия, вольноотпущенник женщины, ветеринарный врач.
Вольноотпущенники городов в качестве родового имени получали имя Publicius (от publicus — общественный) или имя города: Aulus Publicius Germanus, Lucius Saepinius Oriens et Lucius Saepinius Orestus — отпущенники города Сепина в Италии.
Врачи, служители божества Эскулапа (греч. Асклепия), обычно носили его имя. Например, Гай Кальпурний Асклепиад — врач из Прузы у Олимпа, получивший римское гражданство от императора Траяна. Однако имя Асклепий, или Асклепиад, не всегда принадлежало врачу: в одной надписи встречается Асклепиад, раб Цезаря, мраморщик.
Вольноотпущенники корпораций сохраняли в своем имени их названия: вольноотпущенники корпорации лоскутников и портных (fabri centonarii) назывались Fabricii и Centonii.